# Alpinia abundiflora
Alpinia abundiflora är en enhjärtbladig växtart som beskrevs av Bernard Dearman Burtt och Rosemary Margaret Smith. Alpinia abundiflora ingår i släktet Alpinia och familjen Zingiberaceae. Inga underarter finns listade i Catalogue of Life.

## Bildgalleri

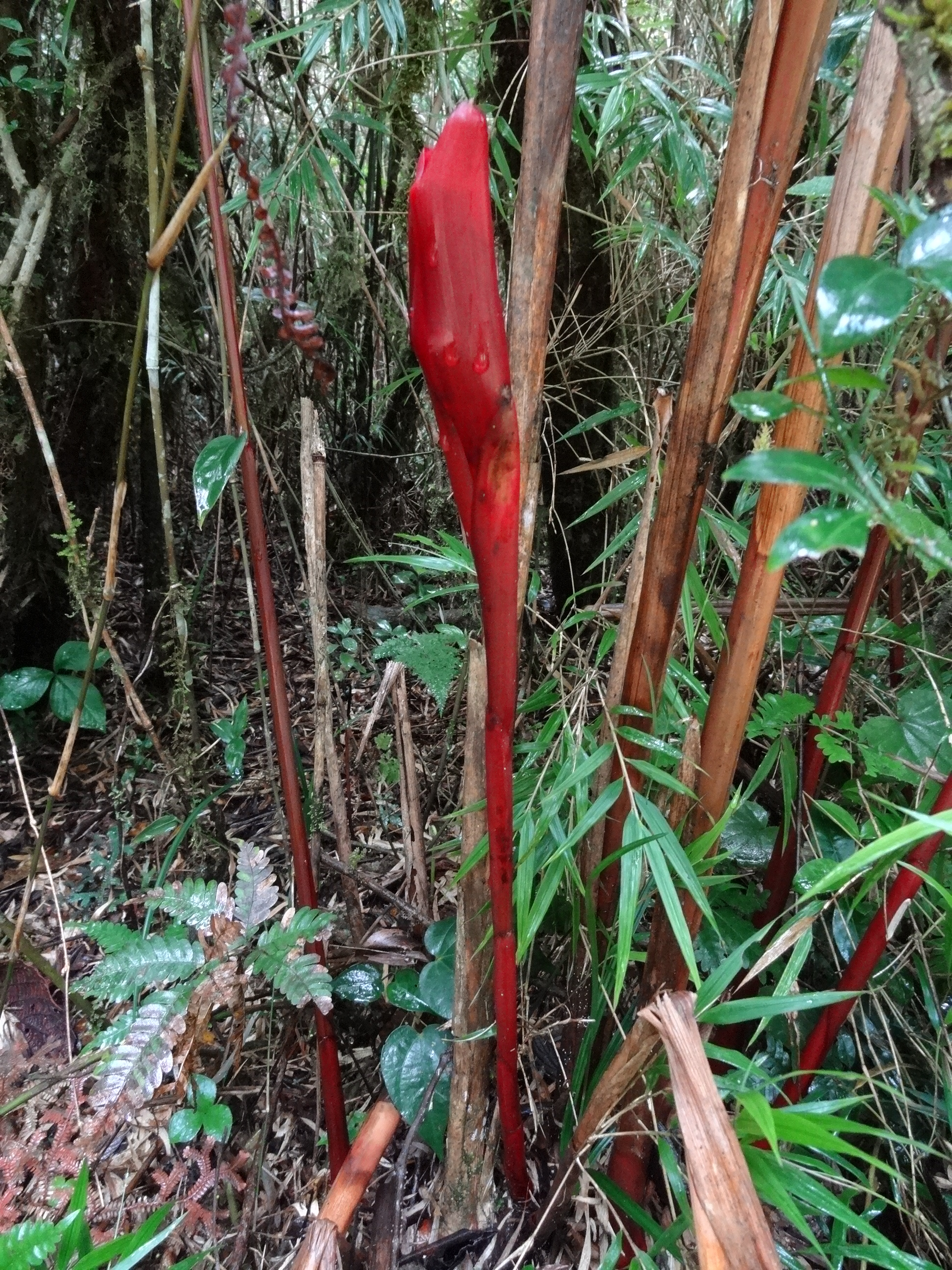
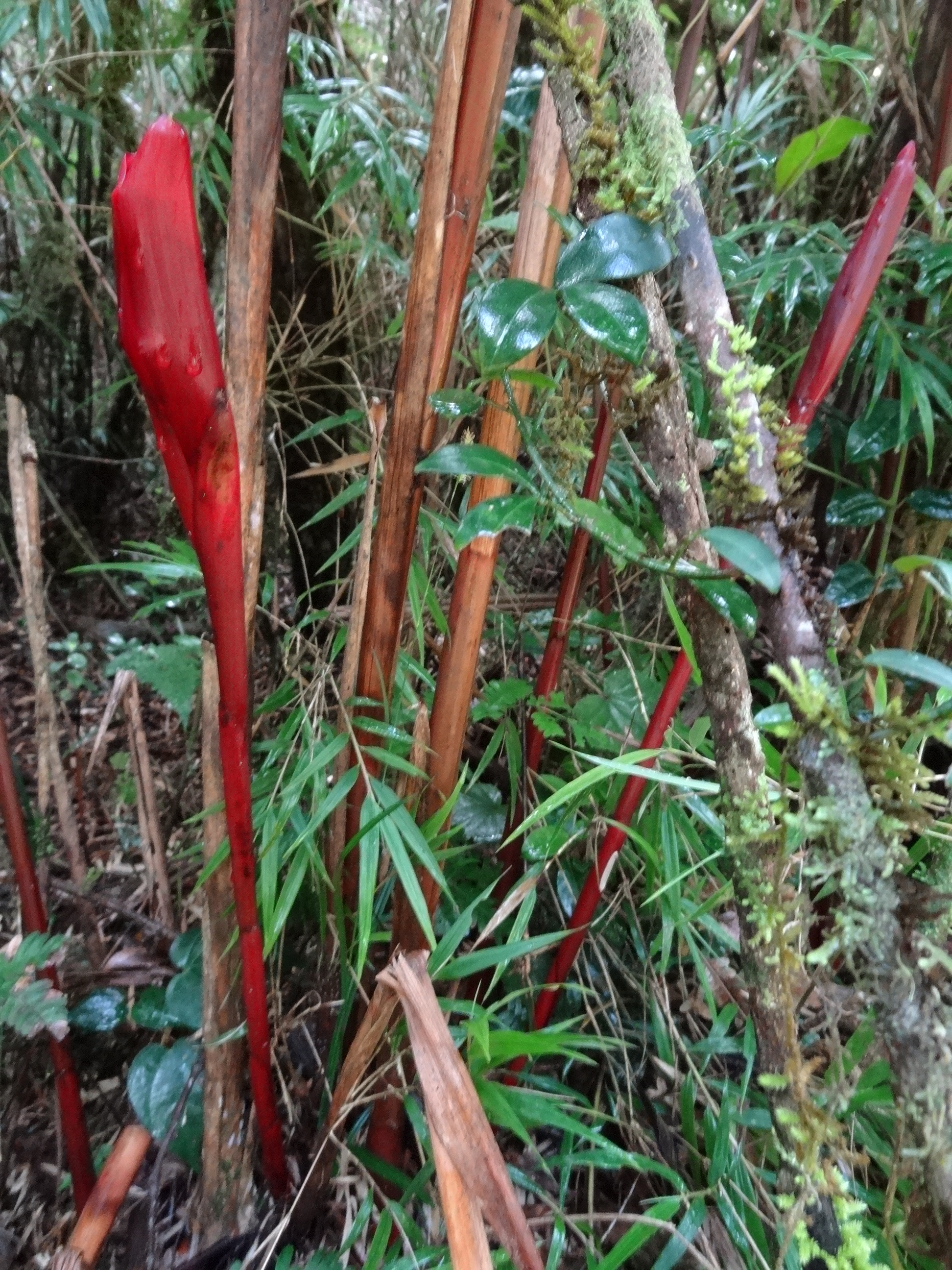
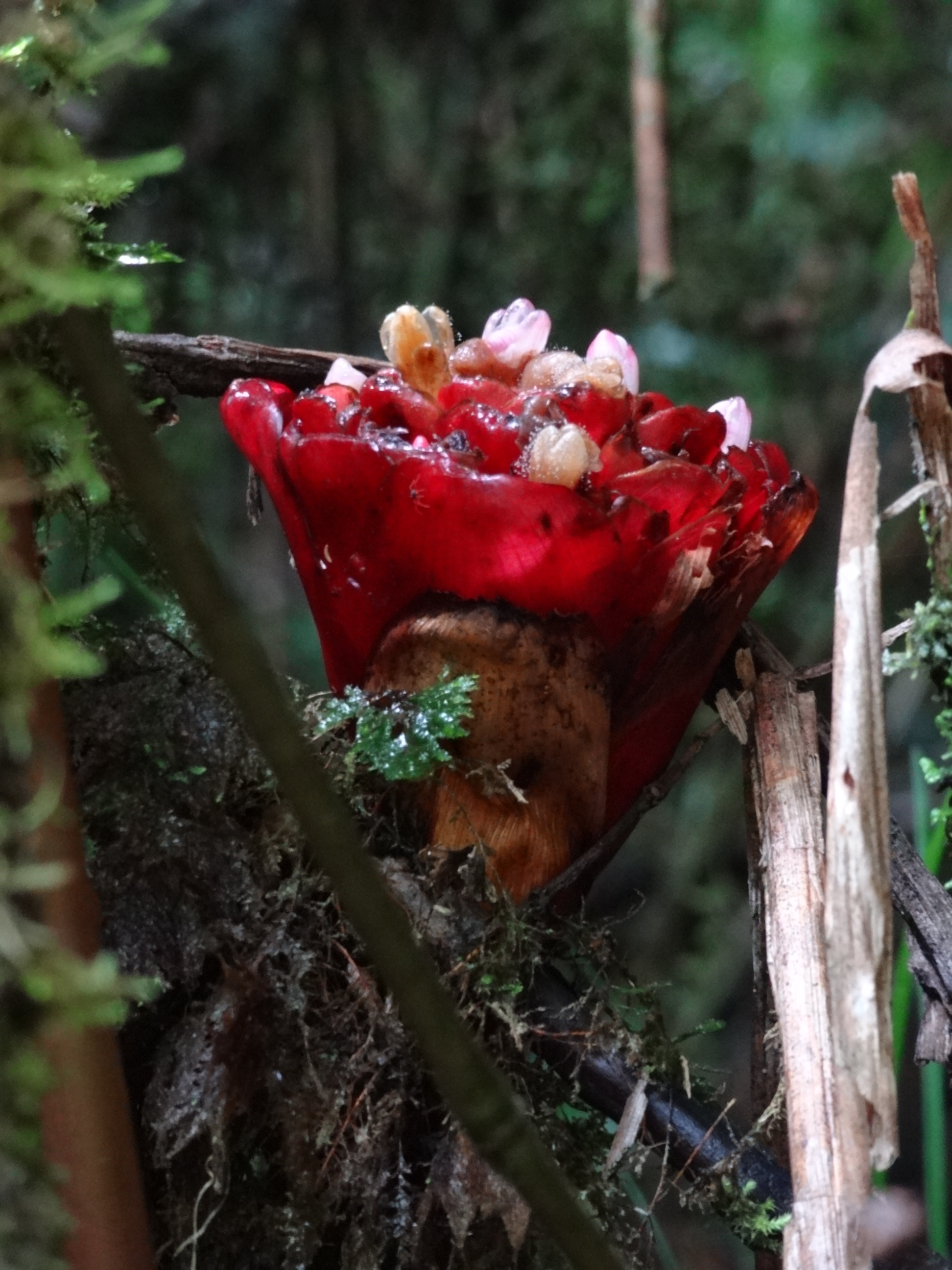
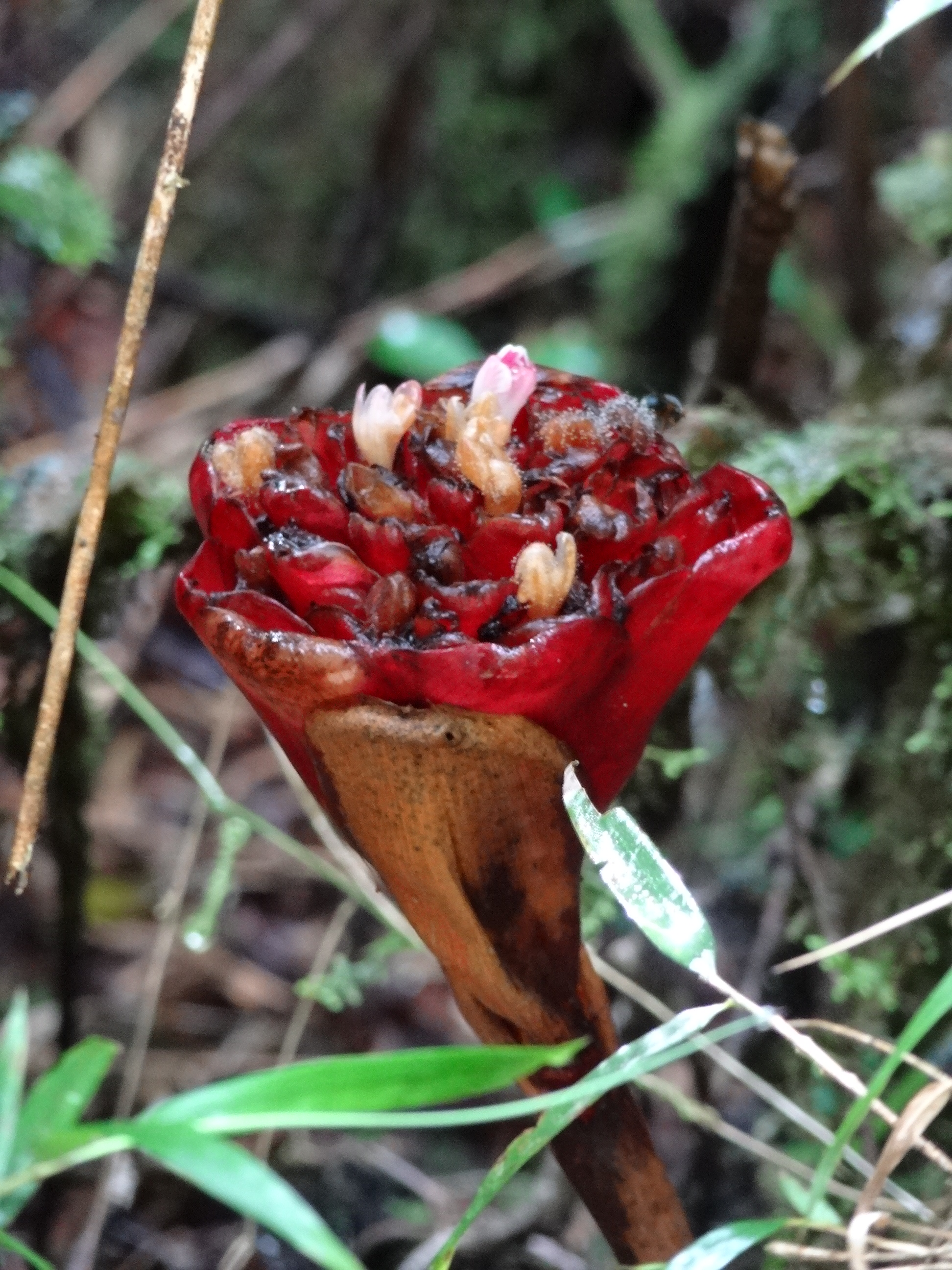
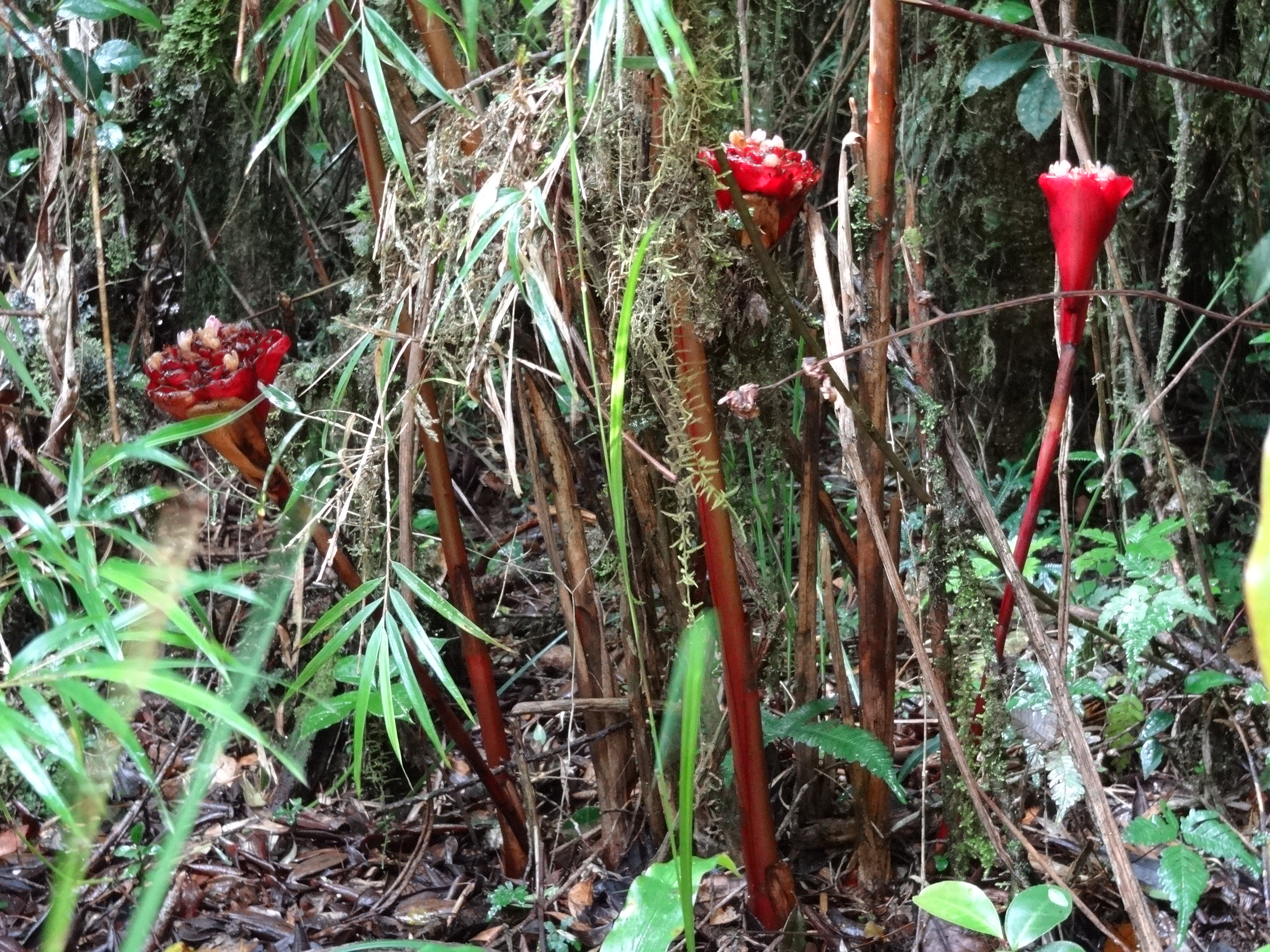
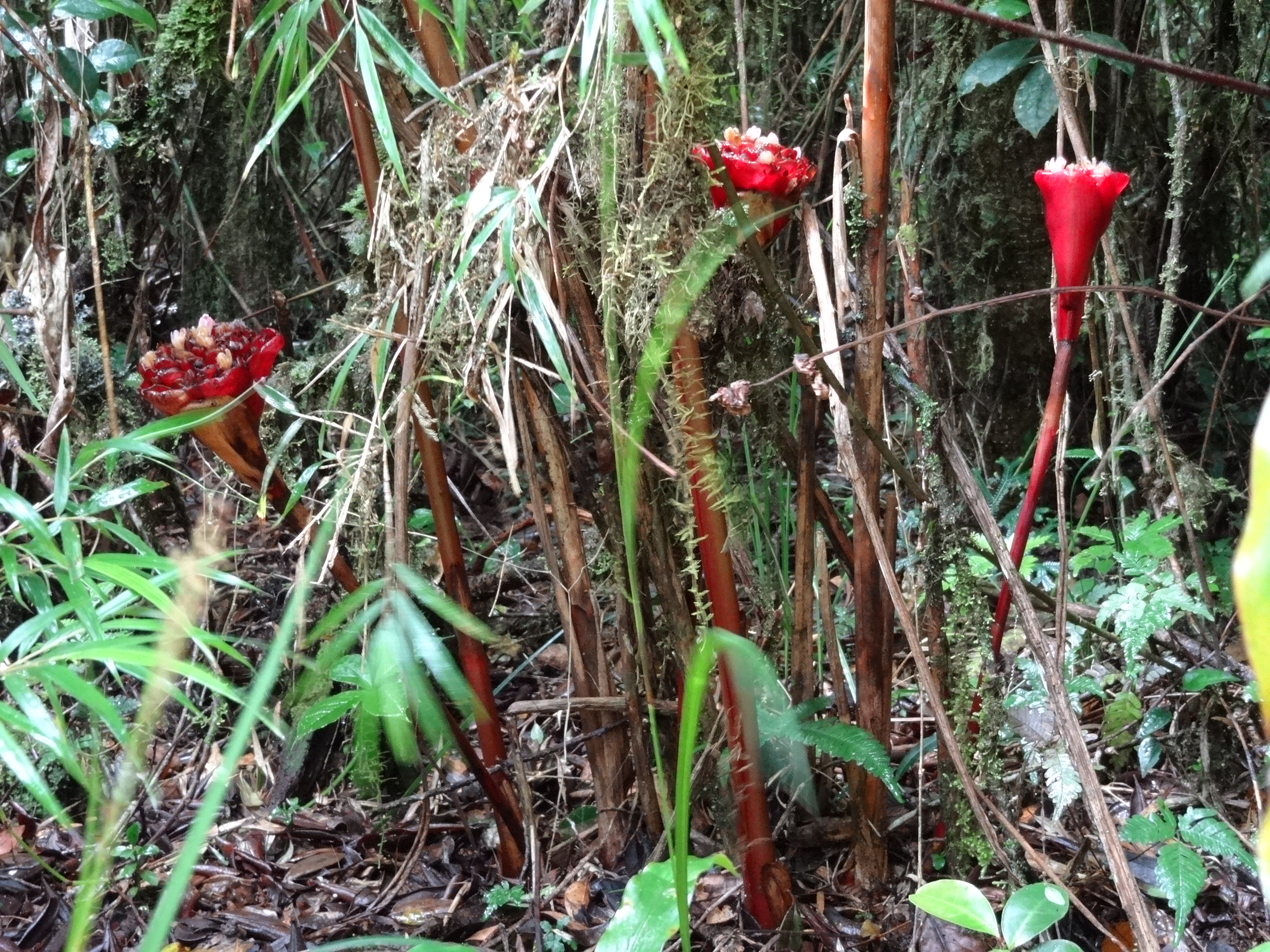